# Pietro Fontanini
Pour les articles homonymes, voir Fontanini.
Pietro Fontanini (né à Udine le 23 septembre 1952) est un homme politique italien affilié à la Lega Nord, ancien maire d'Udine et ancien président du Frioul-Vénétie Julienne.

## Biographie
Diplômé en sociologie, Pietro Fontanini rejoint la Ligue du Nord après avoir passé quelques années au  Frioul au sein du Parti communiste italien. Une fois élu au conseil régional du Frioul-Vénétie Julienne, Fontanini est nommé président du Frioul-Vénétie Julienne pour les cinq premiers mois de la législature.
Il  quitte son siège au conseil régional pour se présenter au Sénat et est élu lors des élections générales de 1994, puis à la Chambre des députés lors des élections générales de 1996 et de 2001.
En 1995, ii est élu maire de Campoformido, dans la province d'Udine pendant deux mandats consécutifs jusqu'en 2004.
En 2008, il est élu président de la province d'Udine, puis réélu en 2013. Il quitte ses fonctions quelques mois avant la fin de son second mandat afin de se présenter à la mairie d'Udine aux élections locales de 2018 et  est élu au second tour.